# Ma-Lu
Ma-Lu foi uma dupla brasileira de música cristã contemporânea, formada por Marcilene Abreu (vocal) e Lucilene Abreu (vocal). As duas são irmãs, e gravaram dois álbuns e receberam indicações e prêmios no Troféu Talento.

## História
Naturais de Goianésia, no estado de Goiás, as duas irmãs cantavam desde a infância. Por incentivo de Marco Abreu, músico e irmã das intérpretes, as cantoras gravaram o primeiro disco, em 2006.
Em 2006, o disco foi lançado pelo selo Marco Records, e recebeu seis indicações do maior prêmio de música cristã do Brasil na época, o Troféu Talento. Com o reconhecimento do público e da crítica, a dupla venceu em duas categorias. Algumas canções do disco ficaram entre as mais executadas nas rádios do segmento.
Em 2008, as irmãs gravaram seu segundo disco, com o título Maior Amor, produzido por Marco Abreu em parceria com Dudu Borges.
Após a turnê do álbum Maior Amor, o pai das cantoras morreu. Por conta do luto, Lucilene desenvolveu depressão e a dupla entrou em hiato. Em 2015, Ma-Lu anunciou retorno durante um show e o lançamento da música inédita "Continue Andando", que não chegou a ser liberada.

## Discografia
- 2006: Ma-Lu
- 2008: Maior Amor